# 혹성탈출: 진화의 시작
《혹성탈출: 진화의 시작》(영어: Rise of the Planet of the Apes)는 2011년에 공개된 미국의 SF 액션 영화이다. 《혹성탈출 영화 시리즈》 중 하나이며, 1973년에 《혹성탈출: 최후의 생존자》가 개봉한 이후 39년만에 리메이크된 영화이다.

## 주연
- 제임스 프랑코 윌 로드맨 역
- 프리다 핀토 캐롤라인 역
- 앤디 서키스 시저 역